# A Rocha
A Rocha é uma organização não governamental de ambiente de âmbito internacional, de inspiração cristã, presente em 19 países entre os quais Portugal (onde teve início em 1983) e Brasil.
O seu presidente é Sir Ghillean Prance, um botânico britânico que descreveu centenas de espécies nas florestas da Amazónia.

## Brasil
No Brasil, A Rocha está a levantar uma rede de contactos a nível nacional, a desenvolver um programa de educação ambiental, e em fase de instalação de um centro de pesquisa na Mata Atlântica do estado de São Paulo.
Tenta também sensibilizar as igrejas cristãs para as problemáticas do ambiente.

## Portugal

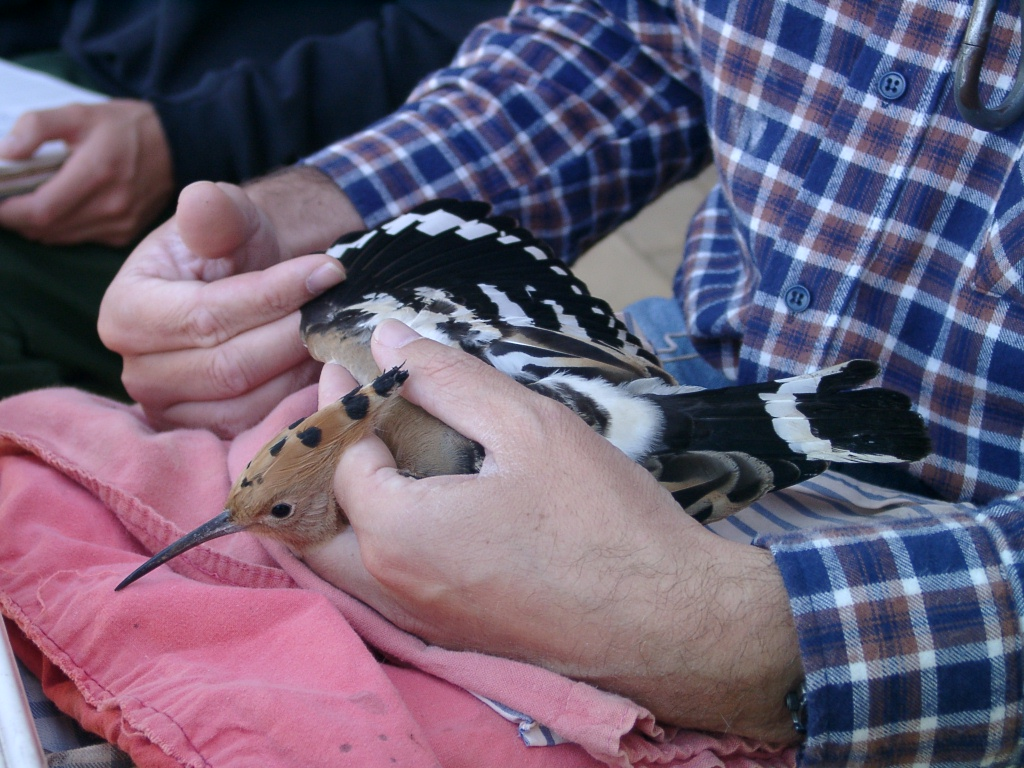
Poupa Upupa epops sendo anilhada na sede da associação

A organização portuguesa chama-se A Rocha – Associação Cristã de Estudos e Defesa do Ambiente e tem sede na Mexilhoeira Grande, Portimão. Está inscrita no registo das ONGAs sem âmbito geográfico atribuído.
Centra as suas actividades na Ria de Alvor, e integra o Grupo de Acompanhamento da Ria de Alvor. Desenvolve educação ambiental, anilhagem de aves, e deversas atividades científicas como o estudo da ave marinha Alma-de-mestre Hydrobates pelagicus.